# John Howland
John Howland est né à Fenstanton, en Angleterre, vers 1592 et mort à Plymouth, dans la colonie du même nom, le 23 février 1673. C'est un passager du Mayflower et l'un des fondateurs de la colonie de Plymouth. 
Arrivé en Amérique comme engagé, John Howland fait partie des signataires du Mayflower Compact, en 1620. Devenu secrétaire privé du gouverneur John Carver, il assiste à la signature du traité entre la colonie de Plymouth et le chef amérindien Massasoit en 1621. Son engagement terminé, John Howland est l'un des huit habitants qui prennent en charge, en 1628, les dettes de la colonie de Plymouth en échange d'un monopole sur le commerce des fourrures. En 1641, John Howland est élu député de la Plymouth General Court et le reste jusqu'en 1655, avant de le redevenir en 1658.
En Amérique, John Howland épouse, à une date inconnue, Elizabeth Tilley (v. 1607-1689), fille adoptive du gouverneur Carver. Parents de dix enfants, John et Elizabeth ont eu une nombreuse descendance, particulièrement bien représentée au sein des Brahmanes de Boston.